# ホセ・ラモン・アレサンコ
ホセ・ラモン・アレサンコ（José Ramón Alexanko Ventosa、1956年5月19日）は、スペイン・バスク州バラカルド出身の元同国代表サッカー選手、サッカー指導者。ポジションはDF。

## 経歴
21歳の時、アスレティック・ビルバオからFCバルセロナに移籍する。以後、引退するまでの14年間在籍し、数々のタイトルを獲得した。通算試合出場数393試合（41得点）を記録した。スペイン代表としてはEURO 1980、1982年W杯に出場した。
指導者としては、ルーマニアのウニヴェルシタテア・クライオヴァ、ナシオナル・ブカレストで監督を務めた。2005年からはFCバルセロナのユース部門責任者を任されている。

## 獲得タイトル

### 選手時代
FCバルセロナ
- ラ・リーガ:4回 (1984-85、1990-91、1991-92、1992-93)
- コパ・デル・レイ:4回 (1980-81、1982-83、1987-88、1989-90)
- スーペルコパ:3回 (1983、1991、1992)
- コパ・デ・ラ・リーガ:2回 (1982-83、1985-86)
- UEFAチャンピオンズリーグ:1回 (1991-92)
- UEFAカップウィナーズカップ:2回 (1981-82、1988-89)
- UEFAスーパーカップ:1回 (1992)

]